# PKS Nowa Sól
PKS Nowa Sól – przewoźnik drogowy z siedzibą w Nowej Soli, działający w latach 1952–2017, od 2004 w formie prywatnej spółki z ograniczoną odpowiedzialnością, W 2017 roku, na skutek zmian na lokalnym rynku przewozów drogowych, zlikwidowany i zastąpiony przez placówkę terenową dawnego współwłaściciela – PKS Gorzów Wielkopolski.

## Historia

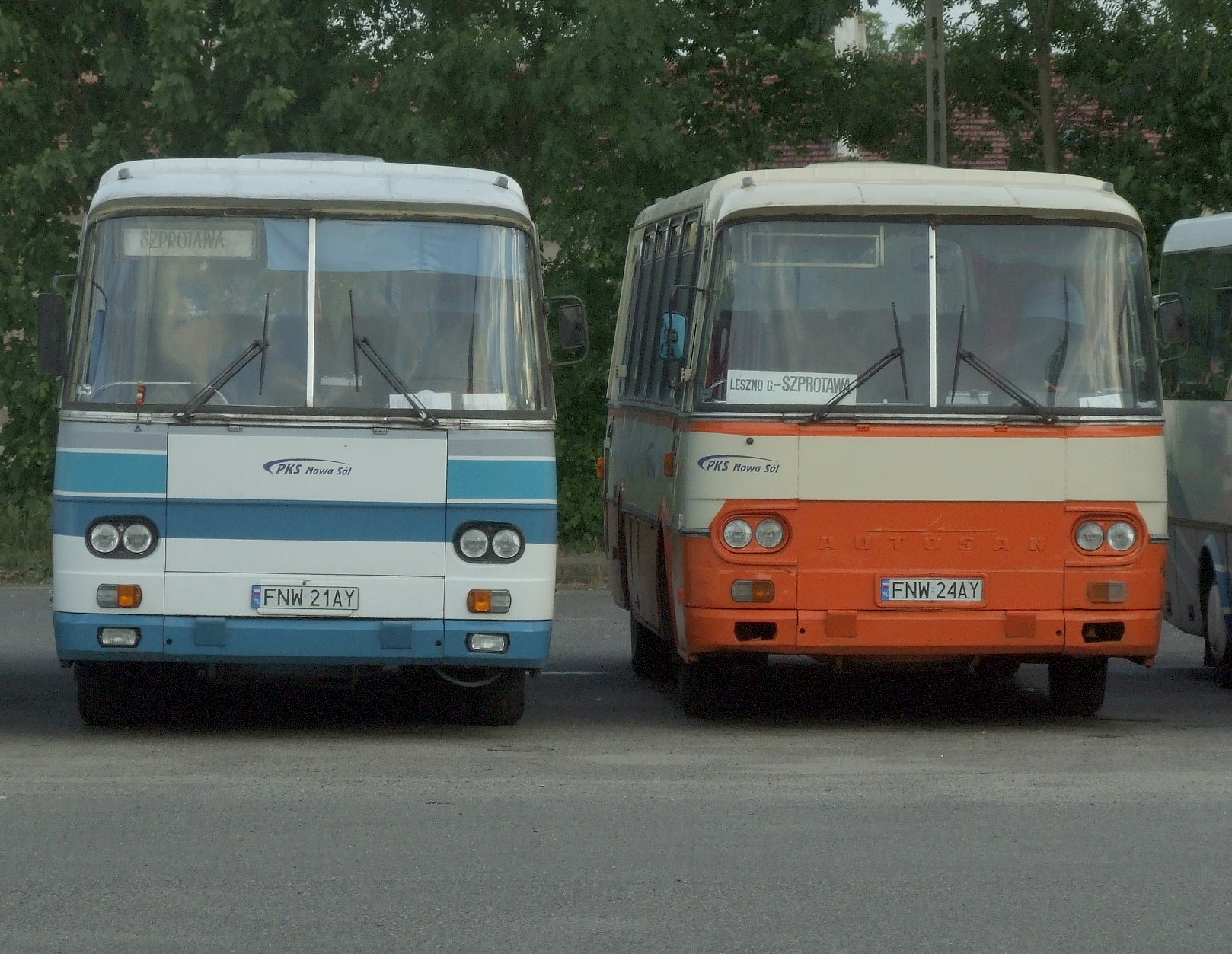
Autobusy PKS Nowa Sól (2006 r.)

Przedsiębiorstwo powstało w wyniku komercjalizacji, a następnie prywatyzacji istniejących w Nowej Soli od 1952 roku struktur dawnej Państwowej Komunikacji Samochodowej.
W latach 1952–1975 przedsiębiorstwo stanowiło ekspozyturę towarową oddziału Państwowej Komunikacji Samochodowej w Poznaniu. Po reformie administracyjnej PRL w 1975 r. ekspozyturę przekształcono w oddział towarowo-osobowy, wchodzący w skład 17. okręgu komunikacyjnego z siedzibą w Zielonej Górze, obejmującego oddziały PKS z województw: zielonogórskiego i legnickiego. Oddział posiadał placówki terenowe w Szprotawie i Wolsztynie.
W latach 1975–1976 nowosolski oddział PKS zatrudniał 666 osób, posiadał 102 autobusy i 92 przyczepy oraz 194 samochody ciężarowe.

### Po roku 1989
Państwowa Komunikacja Samochodowa została podzielona w 1990 roku na mniejsze, samodzielne względem siebie przedsiębiorstwa państwowe. Wówczas, z dniem 01.07.1990 r. przekształcono oddział dawnej PKS w Przedsiębiorstwo Państwowej Komunikacji Samochodowej w Nowej Soli.
PPKS Nowa Sól w 2004 roku było ostatnim należącym w całości do skarbu państwa przedsiębiorstwem powstałym z dawnej PKS na obszarze województwa lubuskiego. Tego roku wojewoda dokonał sprzedaży 39% udziałów PKS Nowa Sól na rzecz sprywatyzowanych wcześniej w całości na rzecz pracowników PKS S.A. Żary oraz PKS Gorzów Wielkopolski, a pozostałe 61% pozostały własnością państwa, z zamiarem przekazania do 15% udziałów pracownikom. O zakup ubiegały się również: PKS Zielona Góra, Intertrans PKS Głogów oraz francuski koncern Connex. Z dniem 8 stycznia 2014 r. Skarb Państwa sprzedał za kwotę 1 313 250,00 zł pozostałe udziały (pakiet kontrolny 51% udziałów) na rzecz dotychczasowych wspólników mniejszościowych z Żar i Gorzowa Wielkopolskiego.
Przedsiębiorstwo obsługiwało komercyjnie m.in. autobusowe linie dalekobieżne i linie regionalne, głównie na terenie powiatów: nowosolskiego, wolsztyńskiego i żagańskiego.

### Likwidacja
Przez kilkanaście lat, do dnia 1 maja 2013 r. przedsiębiorstwo obsługiwało również w drodze przetargów sieć komunikacji miejskiej i podmiejskiej miasta Nowa Sól. Zadanie utracono na rzecz MZK z Żagania, który wygrał przetarg na obsługę sieci w latach 2013–2014, przejmując tylko linie miejskie, gdyż miasto Nowa Sól zaprzestało organizacji i finansowania połączeń poza swój obszar, z wyjątkiem linii na podmiejski cmentarz.
Od 1 maja 2014 roku przedsiębiorstwo zawieszało kolejne kursy lokalne. Jednocześnie rozpoczęto sprzedaż obiektów. Gminy w okolicach Nowej Soli, wobec likwidacji komunikacji podmiejskiej zapowiedziały utworzenie własnego przewoźnika komunalnego (późniejsze MPK Subbus). Wówczas PKS Nowa Sól postawiono w stan likwidacji.
Zaplanowano zwolnienie załogi liczącej wówczas 174 osoby. Na łamach lokalnego tygodnika pracownicy PKS Nowa Sól zarzucali udziałowcom tzw. wrogie przejęcie.
Zlikwidowano placówki terenowe w Szprotawie (2016) i w Wolsztynie (2017). Tabor przedsiębiorstwa (28 autobusów i autokarów) wystawiono na sprzedaż.
Pozostałą działalność przewozową z dniem 01.04.2017 r. przejął dotychczasowy udziałowiec – PKS Gorzów Wielkopolski, który na bazie zlikwidowanego PKS Nowa Sól utworzył własną placówkę terenową. Część kursów na terenie gminy Szprotawa przejął wcześniej drugi udziałowiec – spółka zależna PKS Żary pn. Feniks V.
3 kwietnia 2020 spółkę wykreślono z rejestru KRS.
Dawny plac manewrowy dworca autobusowego PKS Nowa Sól przejęła gmina, zabudowując go budynkiem krytej pływalni. Obiekt nazwano Pływalnia Kryta Solan, nawiązując poprzez skrótowiec PKS do historycznej roli miejsca, na którym wzniesiono basen.